# Chivasso
Chivasso (Civass in piemontese) è un comune italiano di 26 025 abitanti della città metropolitana di Torino, situato nella regione storico-geografica del Canavese, in Piemonte.
Tra il XII e il XIV secolo, Chivasso fu capitale del Marchesato del Monferrato, prima del trasferimento della corte a Casale. Tuttavia, ad oggi la città non è più considerata parte geografica del Monferrato, sebbene ne faccia parte storicamente.

## Geografia fisica
Chivasso si trova in zona pianeggiante a 25 km. a nordest dal capoluogo, al confine tra Canavese e Monferrato ed il suo territorio è attraversato dal fiume Po.

## Origini del nome
Il toponimo della città è di probabile origine tardo-latina: storicamente documentato come "Clavasium", deriverebbe dal toponimo "clivus" ("collina") con l'aggiunta del suffisso "aceus", a significato di "luogo fronteggiante una collina".

## Storia
(Luciano Dell'Olmo e Rino Scuccimarra, Storia di Chivasso e del Chivassese)

### Origini
I primi a insediarsi nel sito dell'attuale città furono gli antichi popoli celtici dei Salassi e dei Galli cisalpini, in un periodo compreso tra l'VIII e il II secolo a.C.

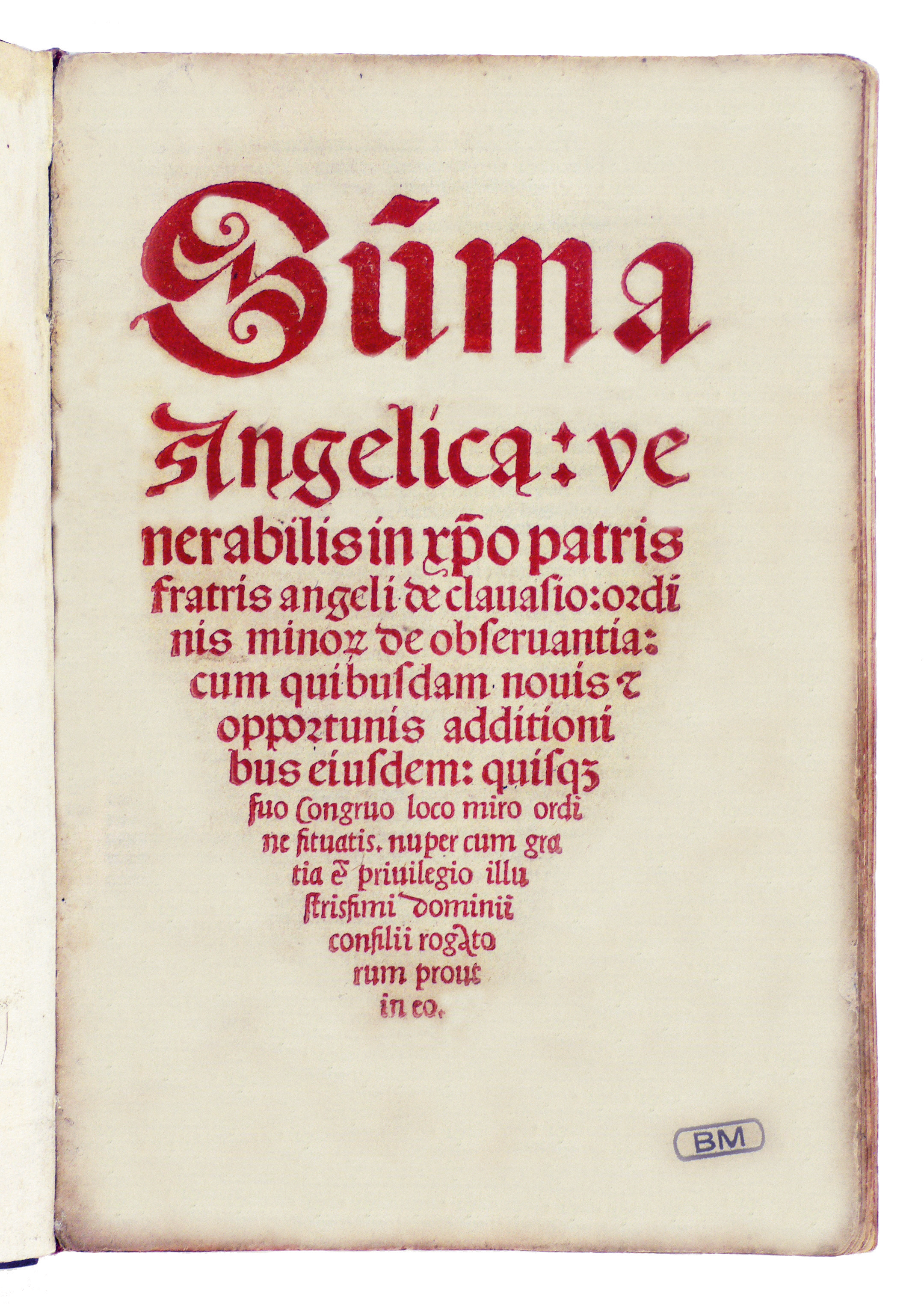
Un'antica edizione della Summa Angelica del beato Angelo Carletti da Chivasso

Nella stessa area, intorno al II secolo a.C., i romani fondarono una colonia, con la funzione di accampamento militare e stazione di rifornimento lungo l'antica via Gallica.

### Il dominio degli Aleramici
Nel 1164, sotto la protezione dell'Imperatore del Sacro Romano Impero germanico, Clavasium diventa parte del feudo della famiglia nobiliare degli Aleramici. Quando questi assumono il rango di Marchesi del Monferrato, per Chivasso inizia un periodo di grande prosperità: infatti, la città viene dotata di nuove fortificazioni difensive, di un castello, di una zecca (autorizzata per coniare monete d'oro e d'argento) e di una nuova chiesa parrocchiale, in sostituzione dell'antica Collegiata di San Pietro (situata, un tempo, all'incrocio tra la strada stradale Torino e via Paleologi), di cui rimane solo il Crocifisso dell'altare maggiore (attualmente conservato nella Chiesa di Santa Maria degli Angeli).

### Il dominio dei Paleologi e il Primo dominio dei Savoia
Nel XIV secolo, a seguito dell'estinzione della dinastia Aleramica, la città passa sotto il dominio dei Paleologi di Bisanzio: sotto di essi, Chivasso rimane capitale del marchesato del Monferrato e, sotto il Marchese Teodoro II Paleologo, ospita una colta e prestigiosa corte, ma i suoi cittadini dovettero più volte prendere parte alle spedizioni militari del signore.
Agli inizi del XV secolo, inoltre, la città diventa, grazie al mecenatismo dei nuovi signori, meta per pittori, poeti e filosofi provenienti da tutto il Piemonte, in un piano di arricchimento culturale che culmina con la costruzione del duomo di Santa Maria Assunta.
Nel 1431, a seguito dell'elezione di Casale Monferrato a rango di capitale del Marchesato, la città viene annessa ai territori dei Savoia divenendo uno dei più importanti centri del Canavese, anche grazie all'arte della tipografia (Jacobino Suigo, uno dei più importanti editori dell'epoca, apre la sua prima bottega a Chivasso).

### Il dominio dei Francesi
La città, nel XVI secolo, vive un periodo di forte instabilità economica e sociale, quando le scorrerie e i saccheggi dei Lanzichenecchi portano la città a uno stato di degrado e arretratezza senza precedenti. Nel 1536, inoltre, le truppe del re Francesco I di Francia, in marcia verso Pavia, marciano su Chivasso, radendo al suolo le fortificazioni edificate dagli Aleramici e lasciando così la città priva di difese.

### Il secondo dominio dei Savoia e l'Assedio del 1705
Dopo la pace di Cateau-Cambrésis Chivasso passa di nuovo sotto il dominio dei Savoia, che la forniscono di una nuova cinta muraria. Nel 1705, durante la guerra di successione spagnola, Chivasso subisce l'assedio delle truppe francesi, dirette verso il capoluogo piemontese, riuscendo a fermarle per un po', prima di cadere sotto i colpi di cannone dell'esercito del Re Sole (che abbattono la guglia del Campanile del Duomo, simbolo della città). Per questo motivo, nel 1759, a Chivasso viene assegnato il "Titolo di Città", che va ad aggiungersi a quello di "Contessa di Castelrosso, di Torassi, Berre e Margherita" (1733).
In questo periodo padre Giuseppe Borla (1728–1797), priore del locale Convento di Sant'Agostino (situato all'incrocio delle odierne via Borla e via Torino), scrive il libro Storia di Chivasso dalle origini al 1795, la cui trascrizione è stata data alle stampe nel 2013, a opera dei due storici chivassesi Flavio Rosso e Bruno Pasteris. I tre volumi, di circa 1800 pagine, corredati da un vasto apparato iconografico e storiografico, sono editi dalla Pro Loco Chivasso L'Agricola Editore.

### Dal dominio Napoleonico al Regno d'Italia

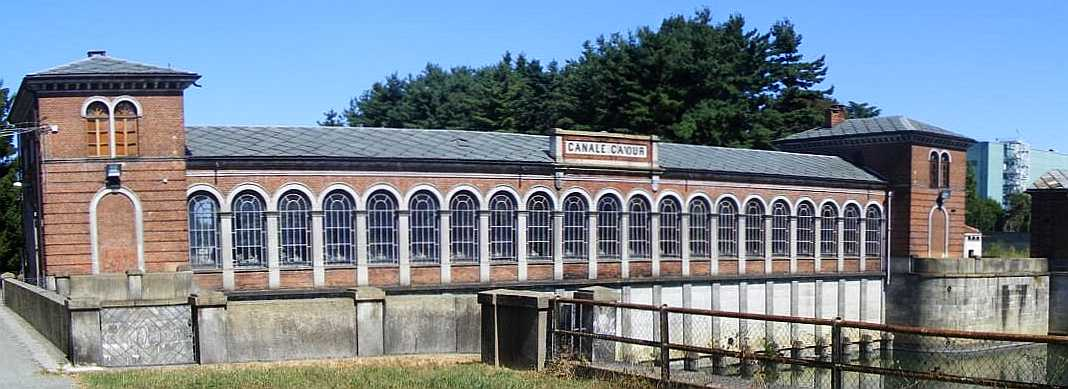
La presa d'acqua d'imbocco del Canale Cavour

La città passa sotto il dominio Napoleonico nel 1800, dopo un Assedio durato parecchie settimane.
Con il Congresso di Vienna del 1815 ritorna nuovamente sotto i Savoia, e, con il loro supporto, la città vive una vera e propria "rivoluzione industriale": vengono eseguiti lavori di ammodernamento all'Ospedale Civico e alla stazione di Chivasso, vengono create nuove fabbriche in tutto il territorio comunale e, negli anni '60 dell'Ottocento, viene edificato il Canale Cavour, maestosa opera di ingegneria idraulica che permette di riqualificare le fertili risaie del Vercellese; nel 1870, infine, viene edificato un ponte sul Po per unire Chivasso alla collina del Monferrato.

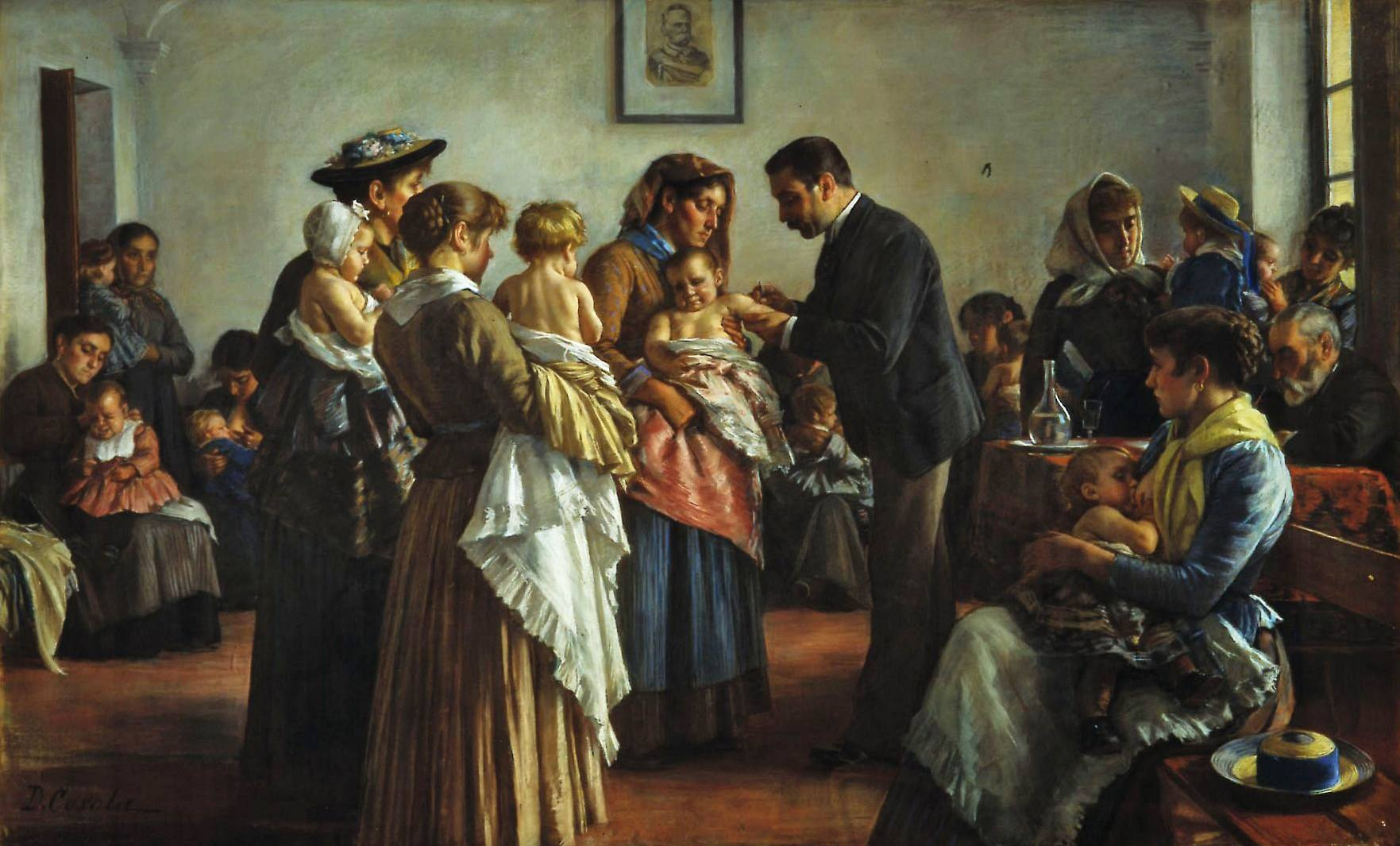
Demetrio Cosola, La vaccinazione nelle campagne, 1894

Negli anni '90 del XIX secolo, Chivasso fu il primo comune piemontese a organizzare la vaccinazione obbligatoria contro il vaiolo.

### Le due guerre mondiali e gli anni del Ventennio
Le prime realtà industriali cittadine furono il lanificio Emilio Gallo & f.llo, fondato dagli omonimi imprenditori biellesi nel 1911, oltre alle officine Scacchi, fondate dall'ing. Cesare Scacchi nel 1911, dove si producevano automobili con il marchio Caesar. Nel 1915 la Scacchi fu rilevata dalla torinese Diatto che utilizzò le officine chivassesi per la costruzione su licenza dei motori d'aviazione Gnome et Rhône, attività che cessò nel 1919. La prima guerra mondiale fece numerose vittime tra i chivassesi, che in loro onore eressero un monumento in piazza d'armi, inaugurato nel 1919 dal Principe di Piemonte in persona, raffigurante la dea Vittoria che incorona un Soldato Italiano; inoltre, lo spopolamento delle campagne e delle fabbriche portò a un periodo di grave crisi economica, che ebbe ripercussioni profonde sulla popolazione. In questo periodo, inoltre, la città dovette ospitare dei Soldati Polacchi in attesa del rimpatrio, alloggiati negli appartamenti d'onore della Mandria di Chivasso.
Successivamente, con l'ascesa al potere di Benito Mussolini, la situazione sembrò migliorare: rifiorì l'economia, con l'apertura di nuove fabbriche, l'inaugurazione di due nuove sedi per i mercati cittadini (la Tettoia del Mercato dei polli, in piazza Carlo Noé, e quella del Foro Boario, davanti alla caserma Giordana) ed un grande progetto urbanistico di rinnovo degli edifici pubblici cittadini.
Purtroppo, però, la seconda guerra mondiale portò nuovi morti alla città, che venne bombardata dagli Alleati, il 12 maggio 1944, divenendo in seguito il centro delle lotte tra i partigiani e i nazifascisti. Durante uno di questi attacchi, al primo piano dell'attuale palazzo Tesio, viene firmata la Dichiarazione di Chivasso, documento alle origini degli attuali federalismi italiano ed europeo.

### Dalla Seconda guerra mondiale a oggi

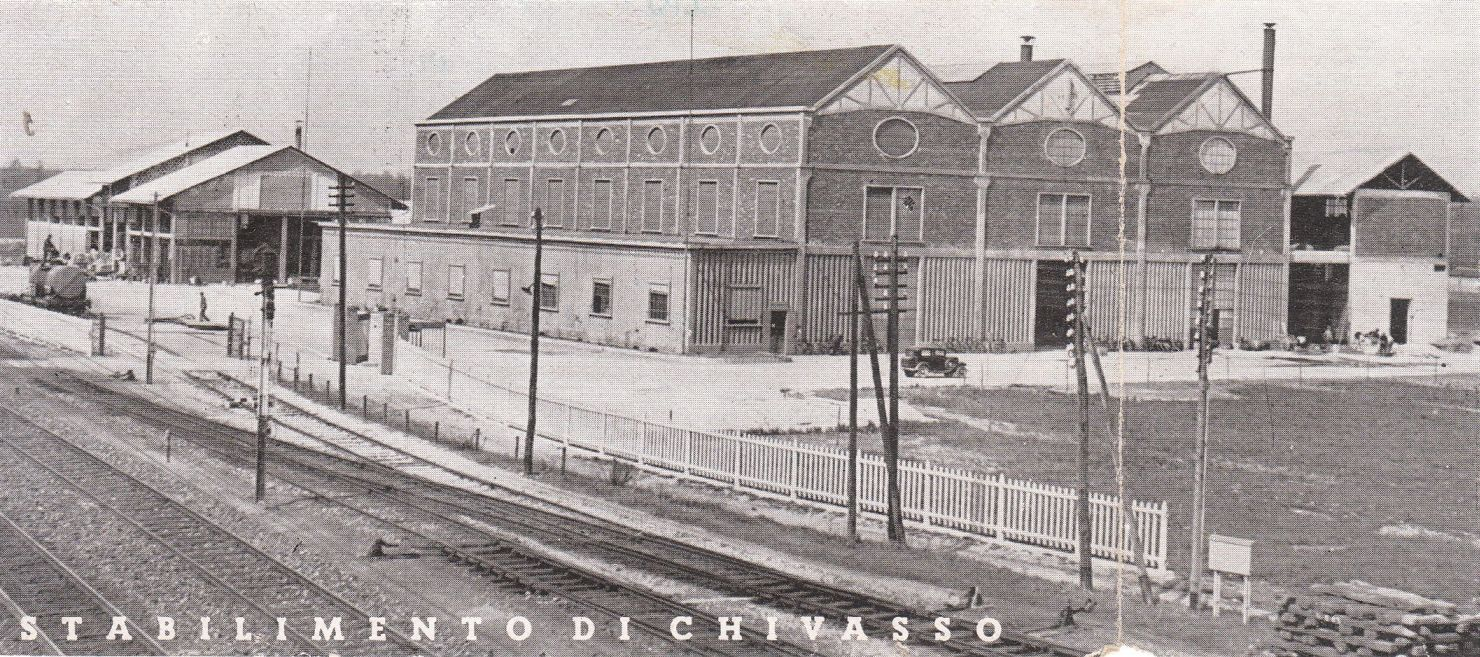
Gli Stabilimenti Industriali di Chivasso, all'inizio del Novecento

Negli anni '50 e '60 del Novecento il "boom" economico travolge anche la piccola cittadina, che vive un periodo di forte esplosione demografica ed economica, con il raddoppio della popolazione residente (tra il 1951 e il 1971); in questo periodo, in città vengono edificate una centrale termoelettrica, e uno stabilimento della Lancia che, in poco tempo, diventa una delle principali fabbriche automobilistiche in tutta Italia.
La decisione della chiusura dello stabilimento, nel 1993, provoca un periodo di gravissime conseguenze economiche e sociali, che si ripercuotono sulla città e sulla sua popolazione; Inoltre, la città subisce ingenti danni durante le alluvioni del Po del 1994 e del 2000: in particolare, nella notte tra il 5 e il 6 novembre 1994, crolla il ponte a dieci arcate di mattoni sul fiume, costruito oltre centotrenta anni prima, il quale viene ricostruito negli anni seguenti con una moderna struttura di calcestruzzo a campata unica.

### Simboli
Lo stemma e il gonfalone storicamente in uso sono stati riconosciuti ufficialmente con DCG del 28 gennaio 1938.
(Antonio Manno, Bibliografia storica degli Stati della monarchia di Savoia, 1892)
Il gonfalone è un drappo di azzurro riccamente ornato di ricami d'oro.

## Monumenti e luoghi d'interesse

### Suddivisione del territorio
Il centro storico di Chivasso è diviso in nove borghi: quattro all'interno dell'antica cinta muraria ("Borgo di San Guglielmo" a est, "Borgo Mincio" a nord, "Borgo di Santa Maria" a ovest e "Borgo del Castello" a sud), e cinque all'esterno ("Borgo Vercelli" a est, "Borgo Po" a sud, "Borgo Blatta" e "Borgo Posta Vecchia" a nord e "Borgo San Pietro" a ovest). A questi, con il tempo, se ne sono aggiunti altri sei ("Località Baraggino", "Località Coppina", "Borgo dei Pesci vivi", "Borgo Belvedere", "Borgo Sud - Est" e "Località Cappuccini"), che insieme formano la periferia della città.

### Edifici religiosi
- Chiesa collegiata di Santa Maria Assunta (XV secolo), comunemente chiamata "Duomo di Chivasso"
- Chiesa di Santa Maria degli Angeli (XVII secolo): edificata tra il 1584 e il 1607 dalla Confraternita del Santissimo Nome di Gesù, ma modificata nel XVIII secolo dagli architetti Bernardo Antonio Vittone e Paolo Lorenzo Garrone, con l'aggiunta del campanile cilindrico (1751 - 1757). L'interno, recentemente restaurato grazie al contributo della Sezione Rotary International di Chivasso, è riccamente decorato e conserva, tra le altre cose, alcuni quadri settecenteschi del pittore locale Giovanni Battista Grassi, due gruppi scultorei lignei settecenteschi raffiguranti la "Deposizione dalla Croce" e la "Madonna Assunta" (Carlo Giuseppe Plura, 1713) e un Crocifisso in legno policromo di epoca medievale.
- Chiesa dei Santi Giovanni Battista e Marta (XVII secolo): iniziata nel 1707 e consacrata nel 1751, fu sede di una pia società di laici che assunse il nome di confraternita della Misericordia, prefiggendosi come principali incombenze il conforto e la sepoltura dei condannati a morte. Al centro della sobria facciata spiccano gli intagli in rovere del portale barocco (1729), che reca in alto la testa del Battista. L'interno presenta una raccolta pianta centrale impostata sull’ottagono e sormontata da un’alta cupola; il vasto coro quadrangolare ospitava le liturgie e le riunioni dei confratelli. Sulla parete di fondo del coro è posta una teca barocca in legno dorato che racchiude un antico simulacro detto “Madonna dei Luciani”. Al di sopra di esso vi è un grande dipinto, proveniente dal Duomo ed eseguito nel 1699 dal pittore locale Antonio Barbero, che raffigura i Santi Protettori della città di Chivasso[11]
- Santuario della Beata Vergine di Loreto e Convento dei Cappuccini (XVII secolo)
- Chiesa Parrocchiale di San Giovanni Evangelista, in Frazione Boschetto (XV secolo)
- Chiesa Parrocchiale di San Giovanni Battista e Rocco (XVIII secolo)
- Ex Chiesa e Convento di San Bernardino da Siena (XVI secolo)
- Asilo Infantile "Beato Angelo Carletti" (ex Chiesa di San Francesco d'Assisi, XVI secolo)
- Ex Chiesa di Sant'Antonio e Antico Ospedale Maggiore (XIII secolo)
- Casa natale del Beato Angelo Carletti (XV secolo)
- Chiesa di San Giuseppe Lavoratore (XX secolo)
- Chiesa della Madonna del Rosario (XX secolo)
- Cappella votiva, in Località Rivera (XIX secolo)

### Palazzi e monumenti
- Torre Ottagonale (XII secolo)
- Menhir di Chivasso, o Lapis Longus (VII - VI secolo a.C.)
- Diga di inizio del Canale Cavour (XIX secolo)
- Palazzo Santa Chiara (XVIII secolo), oggi Municipio
- Teatrino Civico (XIX secolo)
- Palazzo Einaudi (XVII secolo)
- Palazzo delle Poste Reali (XVII secolo)
- Palazzo Rubatto, sede della Pro Loco Chivasso "L'Agricola" (XVIII secolo)
- Palazzo Tesio (XVIII secolo)
- Tenuta di campagna della Mandria di Chivasso (XVIII secolo)

### Parchi pubblici
- Giardino degli Alpini
- Parco Fluviale del "Bricel", parte del più ampio Parco del Po e della Collina Torinese
- Parco del Mauriziano (chiamato dai Chivassesi "Parco del Robinson")
- Riserva naturale della confluenza dell'Orco e del Malone

## Via Francigena
Fin dal Medioevo la città di Chivasso è stata un'importante stazione di passaggio e di sosta per i pellegrini che percorrevano i passi del Moncenisio e del Monginevro della via Francigena. Essa, dopo avere attraversato il ponte sul Po, percorre il Centro Storico, passando per Piazza della Repubblica, per poi dirigersi, costeggiando il Canale Cavour, verso Castelrosso, Torrazza e Saluggia.

## Società

### Evoluzione demografica

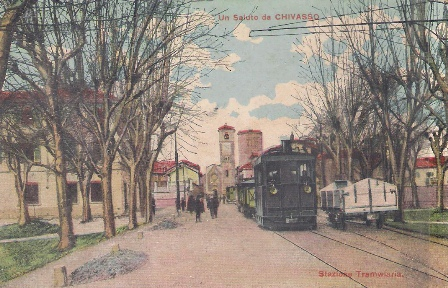
Una cartolina di inizio Novecento con la vecchia Stazione Tramviaria di Chivasso.

Nell'arco di sessant'anni (dal 1951 a oggi) la popolazione residente nella città è praticamente raddoppiata, con la conseguente espansione edilizia delle sue periferie, principalmente verso Verolengo e Castelrosso (a est).
Abitanti censiti

### Etnie e minoranze straniere
Secondo i dati Istat al 31 dicembre 2017, i cittadini stranieri residenti a Chivasso sono 2 064, così suddivisi per nazionalità, elencando per le presenze più significative:
1. Romania, 1 028
2. Marocco, 173
3. Cina, 108
4. Albania, 80
5. Moldavia, 80
6. Perù, 77
7. Senegal, 41
8. Bosnia ed Erzegovina, 37
9. Nigeria, 32
10. Egitto, 32
11. Brasile, 27
12. Camerun, 23
13. Tunisia, 20
14. Turchia, 20

Sul territorio comunale, inoltre, è presente una moschea (in località Borgo Po), un Tempio Evangelico Valdese (in Via Caluso) e una Chiesa Parrocchiale Ortodossa, presso il cimitero comunale, dedicata ai Santi Giorgio di Cernica e Geremia.

## Cultura

### Gastronomia

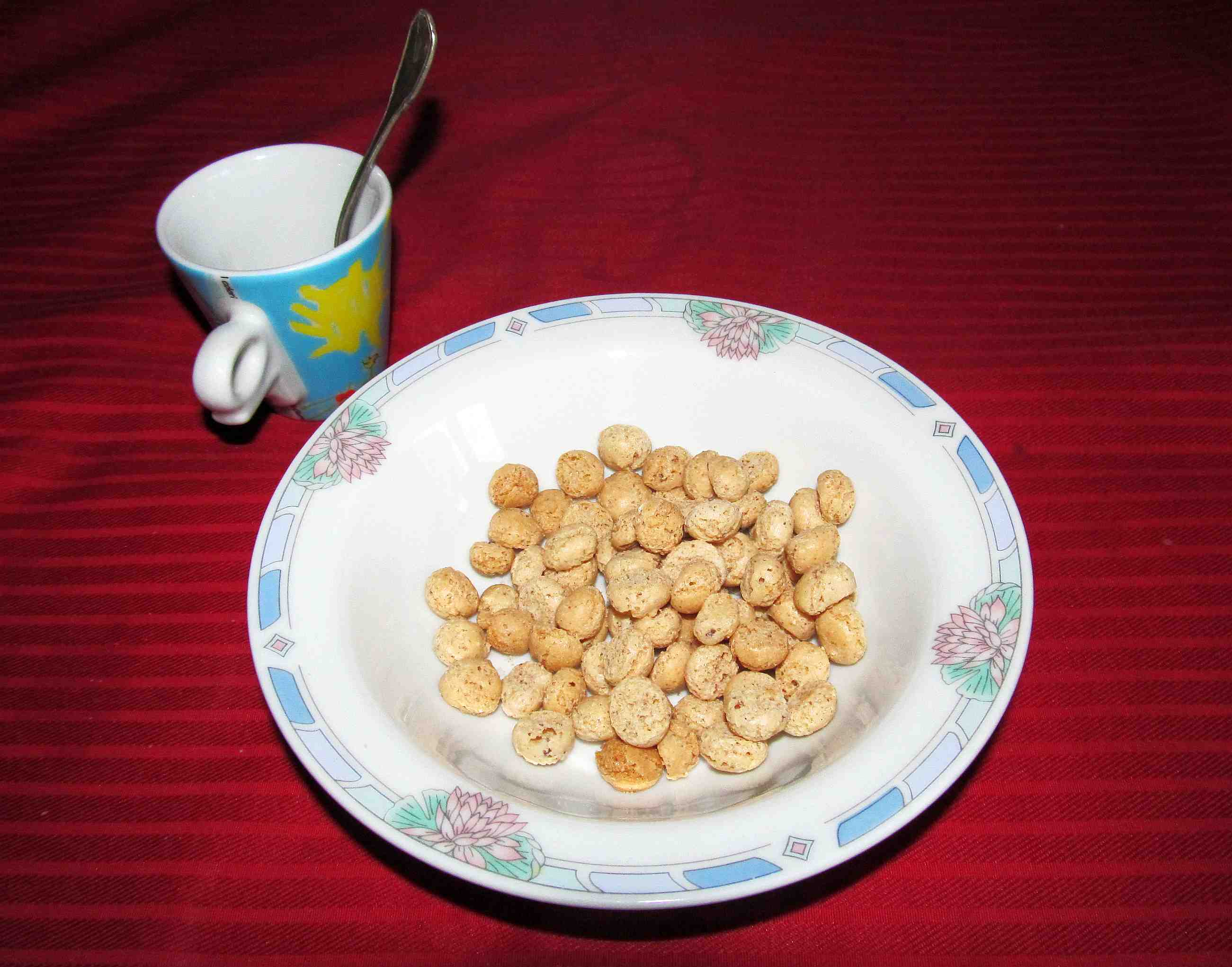
I tradizionali nocciolini

Tra i prodotti tipici della città i più noti sono la "Confettura di pomodori di Chivasso", il "Liquore Nocciolino Capella" e i "Nocciolini di Chivasso", dei minuscoli dolci a base di albume d'uovo, zucchero e Nocciole del Piemonte I.G.P. , presentati all'Esposizione universale di Parigi nel 1900 e che oggi sono riconosciuti come prodotti agroalimentari tradizionali italiani (P.A.T.) italiano.

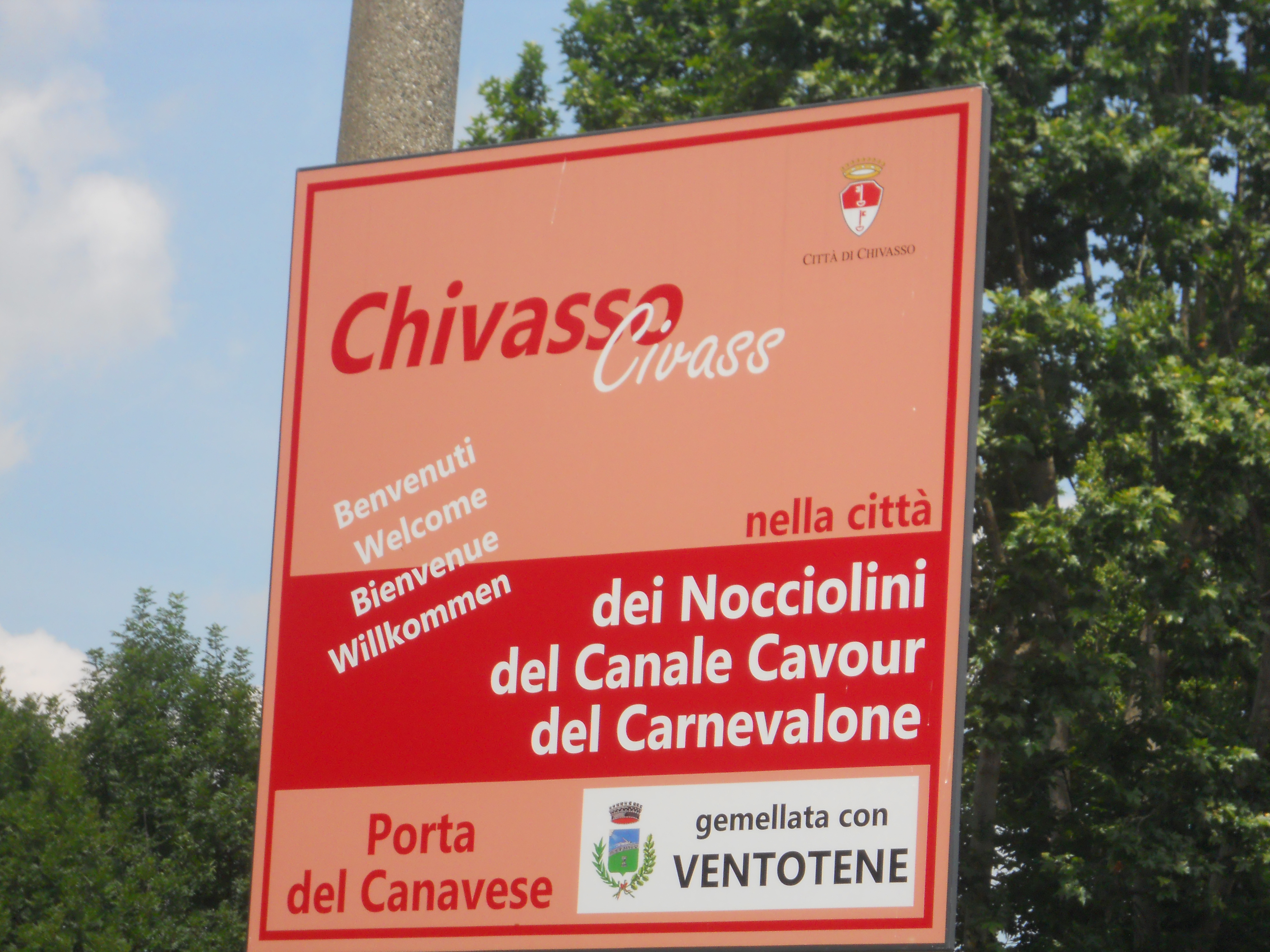
Cartello indicatore in cui vengono elencate le specialità di Chivasso

### Eventi
Festa dei Nocciolini di Chivasso:
ogni anno a settembre si svolge la tradizionale festa dedicata al dolce tipico della città; un fine settimana dedicato ai prodotti gastronomici, alla ristorazione e al buon bere che si dipana per le vie del centro cittadino. Non mancano mai in programma eventi musicali e culturali ad arricchire una manifestazione irrinunciabile per i chivassesi. Dal 2021 all'interno della Festa dei Nocciolini si svolge il GiocaChivasso evento dedicato al mondo del gioco che coinvolge le associazioni ludiche del territorio e i negozi di giochi cittadini.
Festival-Concorso Teatrale Internazionale Città di Chivasso

### Biblioteca
La biblioteca "MoviMente" di Chivasso è situata in un'area dismessa e ristrutturata dal comune nei pressi della stazione ferroviaria, denominata "Movicentro". La biblioteca, in progettazione dal 2003, ma aperta nel 2012, è dal 2018 Polo dell'Area Est dello SBAM. Ha inoltre, in accordo con l'ASL To4, aperto un punto prestito nell'ospedale di zona dal 2015. Offre attività di lettura anche all'esterno della sua sede, in particolar modo nell'ospedale per i corsi pre-parto e nell'RSA di quartiere col supporto del Servizio Civile Nazionale. Nella biblioteca è inoltre situato lo Sportello Turistico della città.

### Storico Carnevale di Chivasso
Lo Storico Carnevale di Chivasso è considerato, per la sua incredibile sfilata di carri allegorici e per la sua storia, tra i più importanti del Piemonte.
Anche il Carnevale di Chivasso, come quello di Ivrea, prende il via il 6 gennaio con la presentazione della Bella Tolera e dell'Abbà, Signore del Carnevale. Precedono il Gran Carnevalone, momento culminante della manifestazione, diversi altri appuntamenti, come la cerimonia d'investitura dell'Abbà in Duomo, e il successivo concerto in onore di San Sebastiano. Questi ricordano le origini cinquecentesche della manifestazione, quando l'Abbà, il giorno di San Sebastiano, acclamato dalla popolazione, distribuiva per le vie dolciumi e arance. Oggi l'Abbà, entrato a fare parte del coreo storico nel 1948, riceve l'investitura in Duomo proprio davanti alla cappella dedicata al Santo, indossando una divisa che si rifà a quella dei generali napoleonici di inizio ottocento. Altro importante momento del Carnevale è la Solenne Incoronazione della Bela Tolera, personaggio principale del Carnevale chivassese dal 1905, interpretata da una giovane ragazza che in qualità di “Regina del Mercato” viene chiamata a rappresentare "il tessuto economico e sociale della città".
La sfilata conclusiva, quella del Gran Carnevalone (la prima domenica di quaresima), vede incredibili carri allegorici, accompagnati dalle maschere a terra, percorrere le strade di Chivasso in un tripudio di colori e coriandoli per il divertimento di tutti.
Per la lunga tradizione e per l'importanza e la ricchezza della sfilata il Carnevale di Chivasso è considerato uno dei più importanti carnevali storici di tutto il Piemonte.

## Economia
Dall'inizio degli anni Sessanta ad oggi il nome della città è sempre stato associato alla casa automobilistica "Lancia", in quanto è qui che, nel 1963, venne inaugurato il principale impianto di produzione dell'azienda italiana. Ceduta nel 1993 alla "Carrozzeria Maggiora", la fabbrica è rimasta in produttività fino al 2002, producendo modelli d'auto quali la Fiat Barchetta, la cui produzione è stata successivamente trasferita all'impianto di Mirafiori (TO). Adiacente all'ex impianto "Lancia", attualmente, si trovano l'Area di Produzione del Consorzio Industriale "Chind", gli uffici della Società "Diasorin" e vari stabilimenti di importanti multinazionali, quali la "Knauf Insulation" e la "Dytech Automotive".
Nel territorio comunale, inoltre, sono presenti un'importante Centrale termoelettrica, alimentata a gas naturale e gestita dalla società "Edipower" (Gruppo "A2A"), un centro per il trattamento dei rifiuto (gestito dalla locale Società "SETA spa"), con annessa discarica comunale, e numerose altre aziende private.

## Infrastrutture e trasporti

### Strade
La città è servita dall'autostrada A4 Torino-Trieste, mediante tre uscite denominate "Chivasso Ovest", "Chivasso Centro" e "Chivasso Est", e dalle strade statali 11 (Padana Superiore), 26 (della Valle d'Aosta) e 590 (della Val Cerrina).

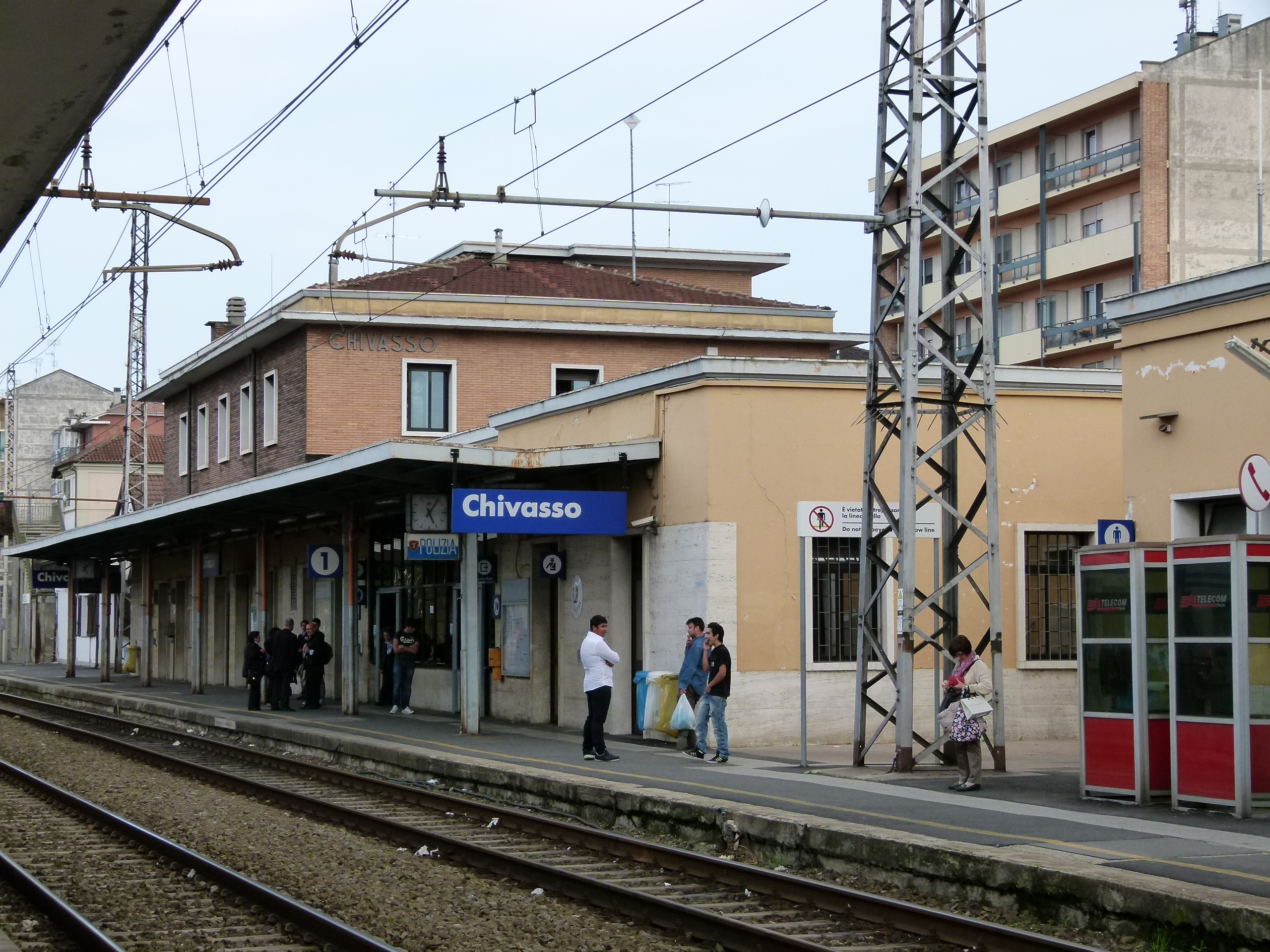
L'edificio viaggiatori della Stazione ferroviaria di Chivasso

### Ferrovie e tramvie
Chivasso è un importante nodo ferroviario lungo la ferrovia Torino-Milano, nella quale confluiscono le Linee Regionali Chivasso-Aosta e Chivasso-Alessandria; a esse si aggiunge la Linea Chivasso-Asti, il cui traffico è stato sospeso dal 2011.
Il territorio comunale ospita due stazioni ferroviarie: la stazione di Chivasso, servita da Trenitalia (nell'ambito del Contratto di Servizio stipulato con la Regione Piemonte) e dal Servizio ferroviario metropolitano di Torino linea 2 Pinerolo-Chivasso, e la stazione di Castelrosso, in cui fermano alcuni treni regionali.
Tra il 1883 e il 1949, inoltre, Chivasso ha rappresentato il capolinea della tranvia Torino-Chivasso/Brusasco.

### Mobilità urbana
Chivasso è un punto di intercambio per le Autolinee extraurbane della provincia di Torino, gestite dal GTT e da altre imprese locali. Tutte le linee degli autobus ed i taxi operanti in città fanno capolinea al "Movicentro", situato in piazzale XII Maggio 1944, di fronte alla Biblioteca Civica "Movimente".

## Amministrazione
| Periodo          | Periodo          | Primo cittadino                | Partito                              | Carica                    | Note |
| ---------------- | ---------------- | ------------------------------ | ------------------------------------ | ------------------------- | ---- |
| 21 novembre 1993 | 16 novembre 1997 | Francesco Lacelli              | Partito Democratico della Sinistra   | sindaco                   |      |
| 16 novembre 1997 | 27 maggio 2002   | Andrea Fluttero                | Alleanza Nazionale                   | sindaco                   |      |
| 27 maggio 2002   | 29 maggio 2006   | Andrea Fluttero                | Alleanza Nazionale                   | sindaco                   |      |
| 29 maggio 2006   | 16 maggio 2011   | Bruno Matola                   | Forza Italia Il Popolo della Libertà | sindaco                   |      |
| 16 maggio 2011   | 24 febbraio 2012 | Gianni De Mori                 | Partito Democratico                  | sindaco                   |      |
| 24 febbraio 2012 | 7 maggio 2012    | Giovanna Vilasi Laura Ferraris |                                      | commissario straordinario |      |
| 7 maggio 2012    | 11 giugno 2017   | Libero Ciuffreda               | Partito Democratico                  | sindaco                   |      |
| 11 giugno 2017   | 27 giugno 2022   | Claudio Castello               | Partito Democratico                  | sindaco                   |      |
| 27 giugno 2022   | in carica        | Claudio Castello               | Partito Democratico                  | sindaco                   |      |

### Gemellaggi
- Ventotene, dal 2014;

- Przemyśl, dal 2016;

- Betlemme, dal 2017.

## Galleria d'immagini

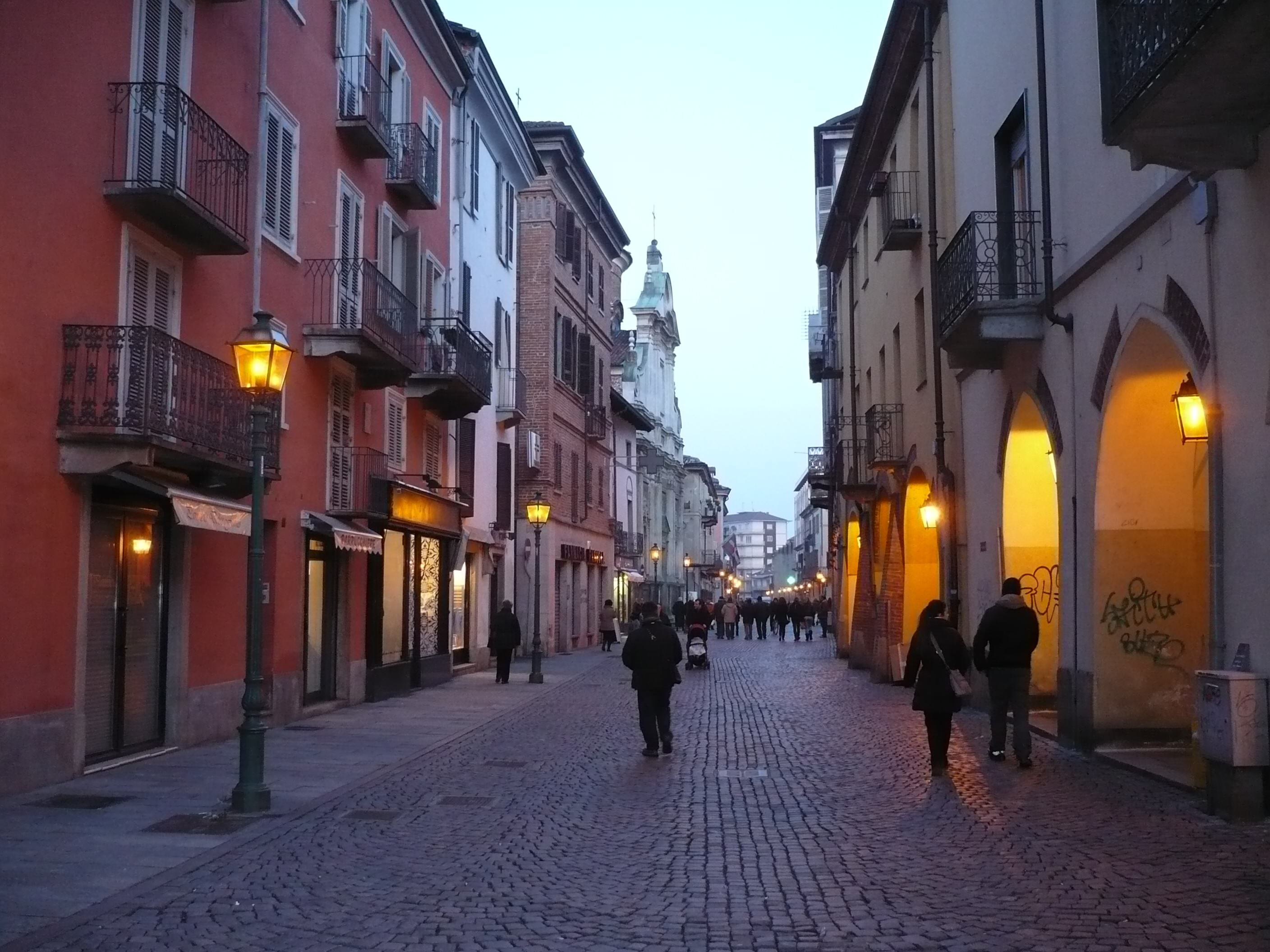
Centro storico pedonale
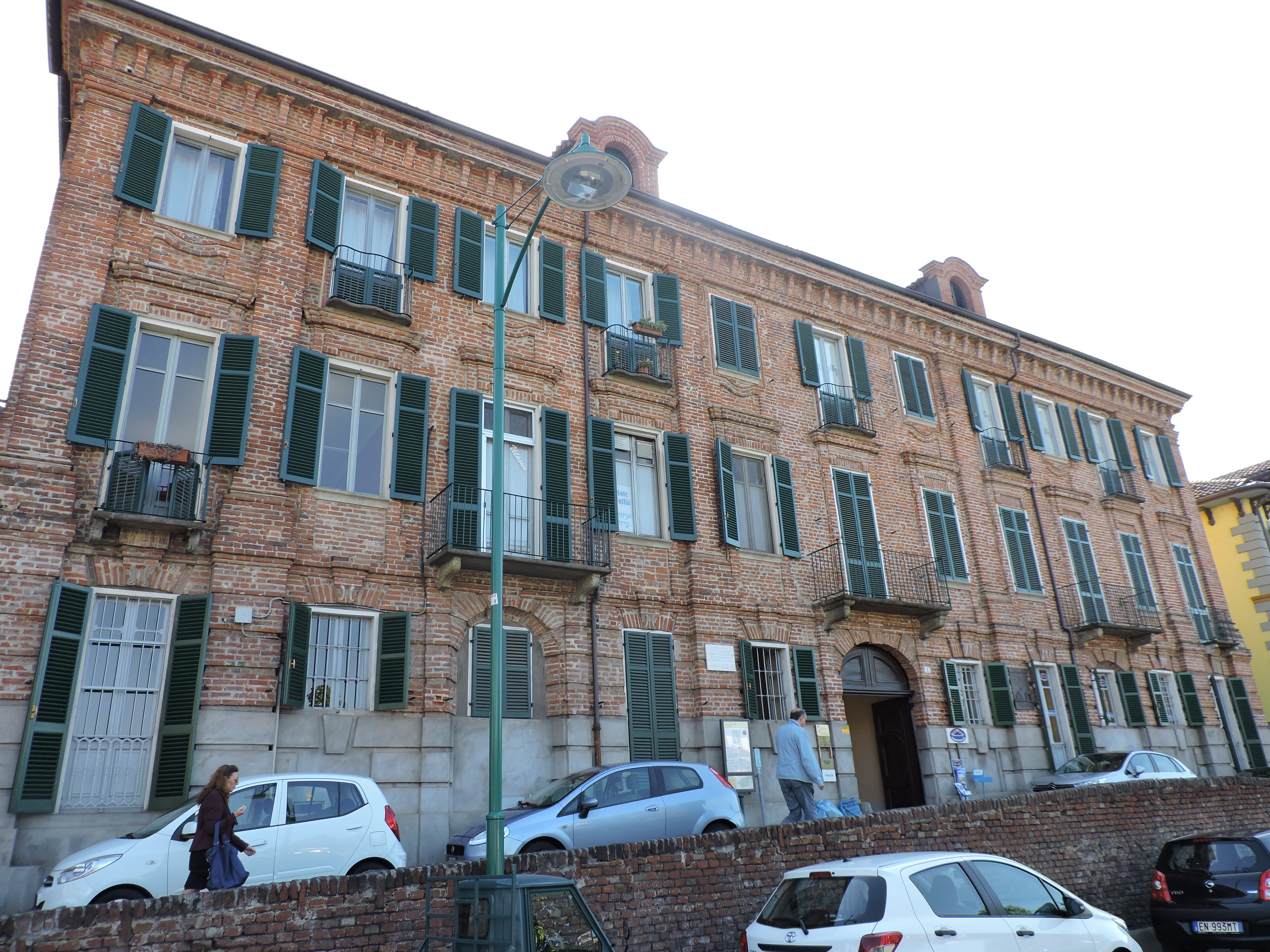
Palazzo Tesio
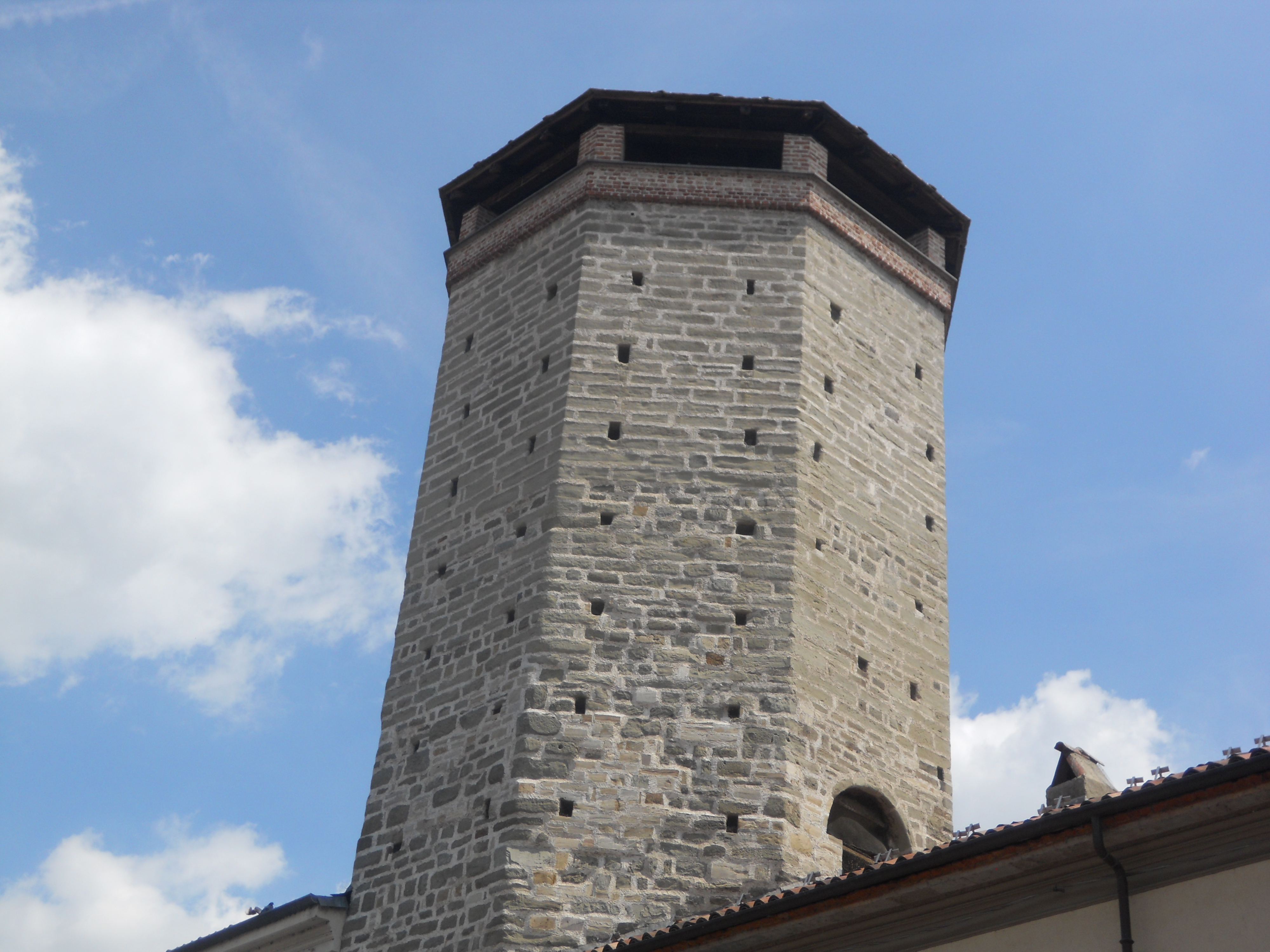
Torre ottagonale nel centro di Chivasso
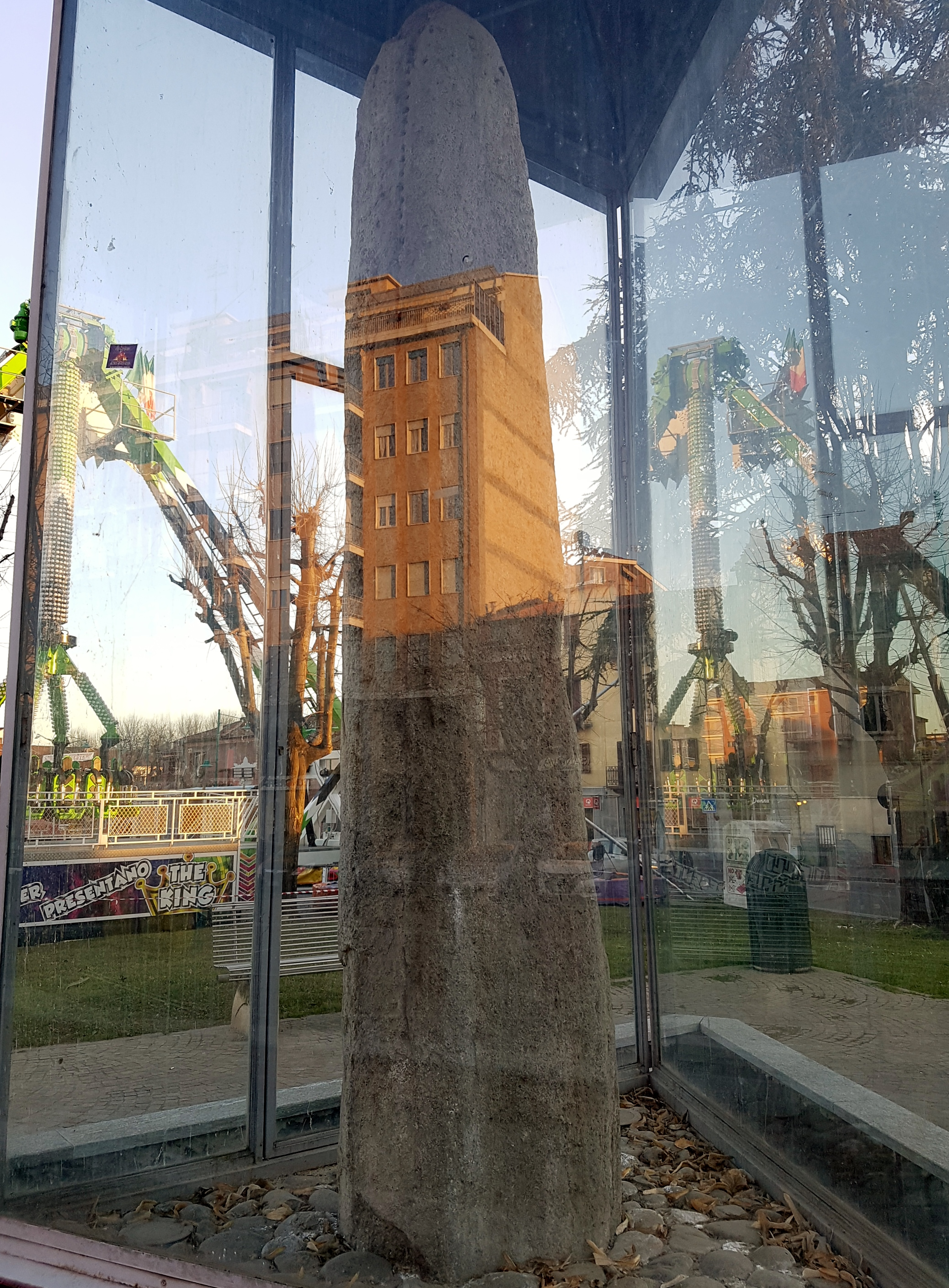
Il Menhir di Chivasso
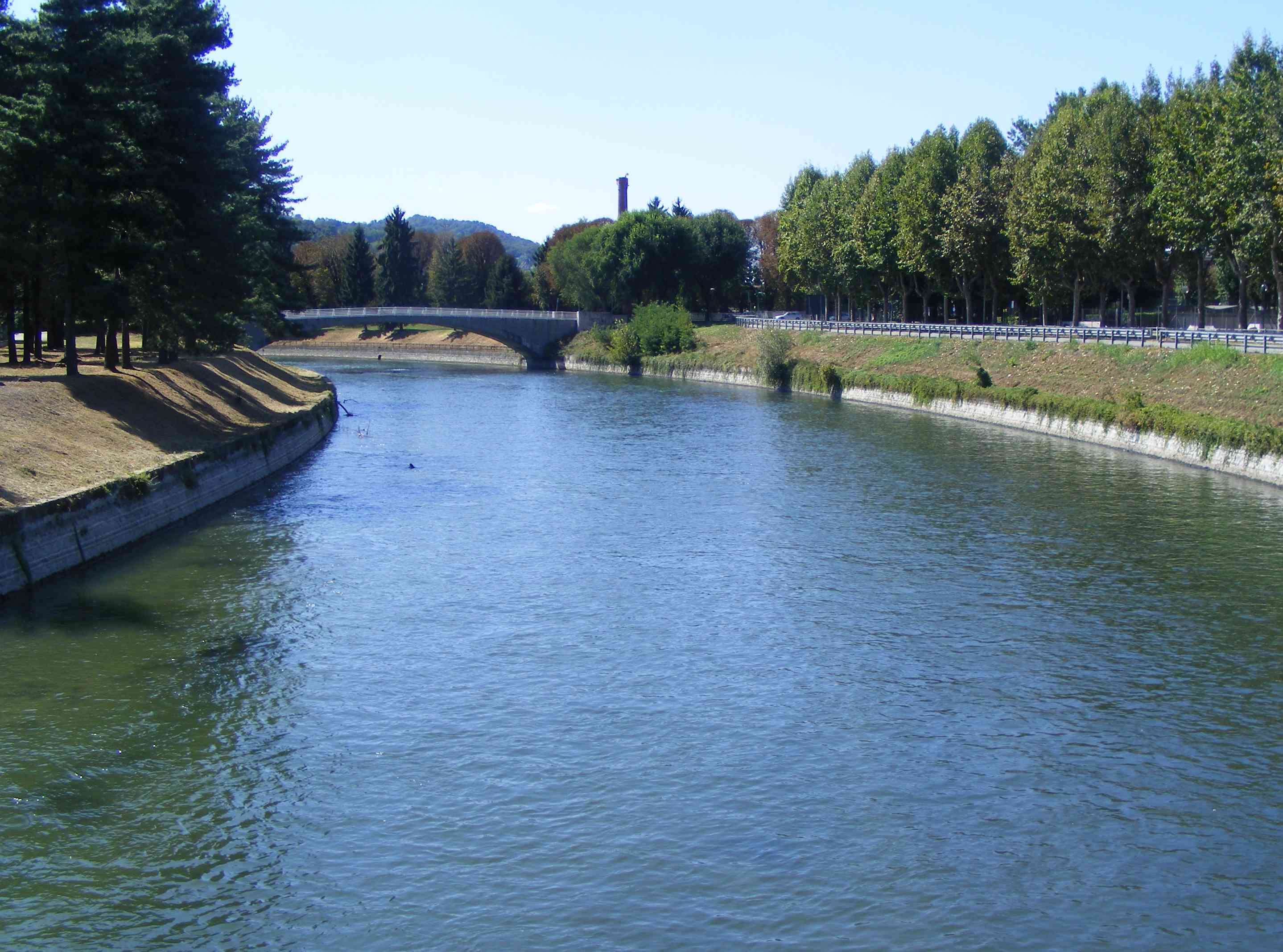
Canale Cavour a Chivasso